# Cyperus fuscus
Espèce
Classification phylogénétique
Statut de conservation UICN

 LC  : Préoccupation mineure
Le Souchet brun noirâtre, parfois nommé Souchet brun ou  Triangle, dont le nom scientifique est Cyperus fuscus, est une plante annuelle des zones humides de la famille des Cyperaceae. 
Elle appartient à un groupe regroupant de nombreuses espèces communément appelées papyrus ou souchets.

## Description
- Plante annuelle
- Taille : 5 à 35 cm.,
- Aspect général : glabre, à racine fibreuse ;
- tiges : en touffe, dressées ou étalées, triquètres à faces excavées ;
- feuilles : linéaires-étroites (2-3 mm.), carénées, peu rudes ;
- Fleur : inflorescence en ombelle à 3-7 rayons courts et inégaux ou en tête, dépassée par 1-3 feuilles florales ; épillets brun noirâtre ou marron, petits (4-8 mm. sur 1 1/2), rapprochés en têtes, à axe non ailé ; écailles oblongues subobtuses, mucronulées ; 2 étamines ; 3 stigmates ; akène blanchâtre, trigone, un peu plus court que l'écaille[1].

## Habitat, répartition
Lieux sablonneux humides ou fangeux. On peut notamment la trouver en bordure de gravières envasées, et dans le sud de la France en bordure de rizière (Camargue) dans des zones filtrantes retenant mal l'eau (rare en riziculture intensive où on ne le trouve que sur moins de 1 % des parcelles cultivées, moins rare dans les parcelles conduites selon les règles de l’agriculture biologique).
Répartition : Europe, dont tous les départements métropolitain de France et Corse. ; Asie occidentale et boréale ; Afrique septentrionale.

## Synonymes
Cette plante a pu porter d’autres noms, considérés comme des synonymes :
- Cyperus calidus A.Kern
- Cyperus compressus Krock
- Cyperus diandrus Biv
- Cyperus ferrugineus Forssk
- Cyperus forskhalii A.Dietr
- Cyperus fuscus L. subsp. virescens (Hoffm.) Arcang
- Cyperus fuscus L. var. virescens  (Hoffm.) Vahl
- Cyperus protractus Delile
- Cyperus virescens Hoffm
- Cyperus viridis Krock.
- Eucyperus fuscus (L.) Rikli

## Statuts de protection, menaces
L'espèce est évaluée comme non préoccupante aux échelons mondial, européen et français.
En France l'espèce est considérée vulnérable (VU) en Nord-Pas-de-Calais ; quasi menacée (NT), proche du seuil des espèces menacées ou qui pourraient l'être si des mesures de conservation spécifiques n'étaient pas prises, en Limousin, Haute-Normandie, Basse-Normandie et Bretagne.
Elle a régressé dans les zones d’agriculture intensive et est sensible à la submersion lors de fortes irrigations
.